# Дебод (храм)
Храм Дебод (исп. Templo de Debod) — самый нижний по течению Нила и самый близкий к высотной асуанской плотине древнеегипетский храм, перенесённый в Западный парк (исп.) Мадрида после того, как он был подарен Испании властями Египта в 1968 году в благодарность за помощь, оказанную при спасении храмов Абу-Симбел от затопления при строительстве водохранилища Насер для Асуанской плотины.

## История
Храм был построен в IV веке до н. э. и посвящён богине Исиде. При строительстве второй асуанской плотины храм попадал в полосу затопления.

## Виды храма

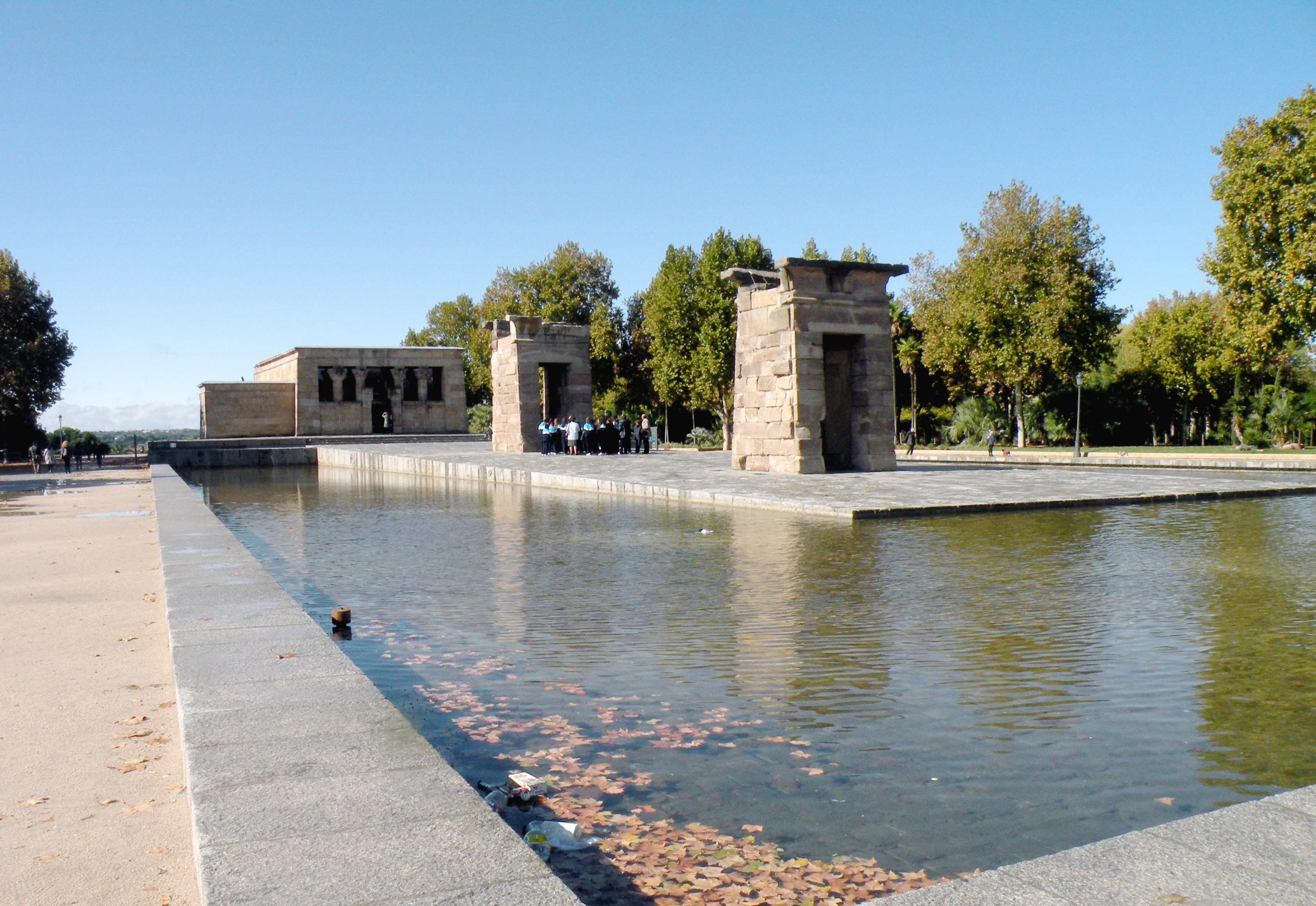
Ворота и храм днём
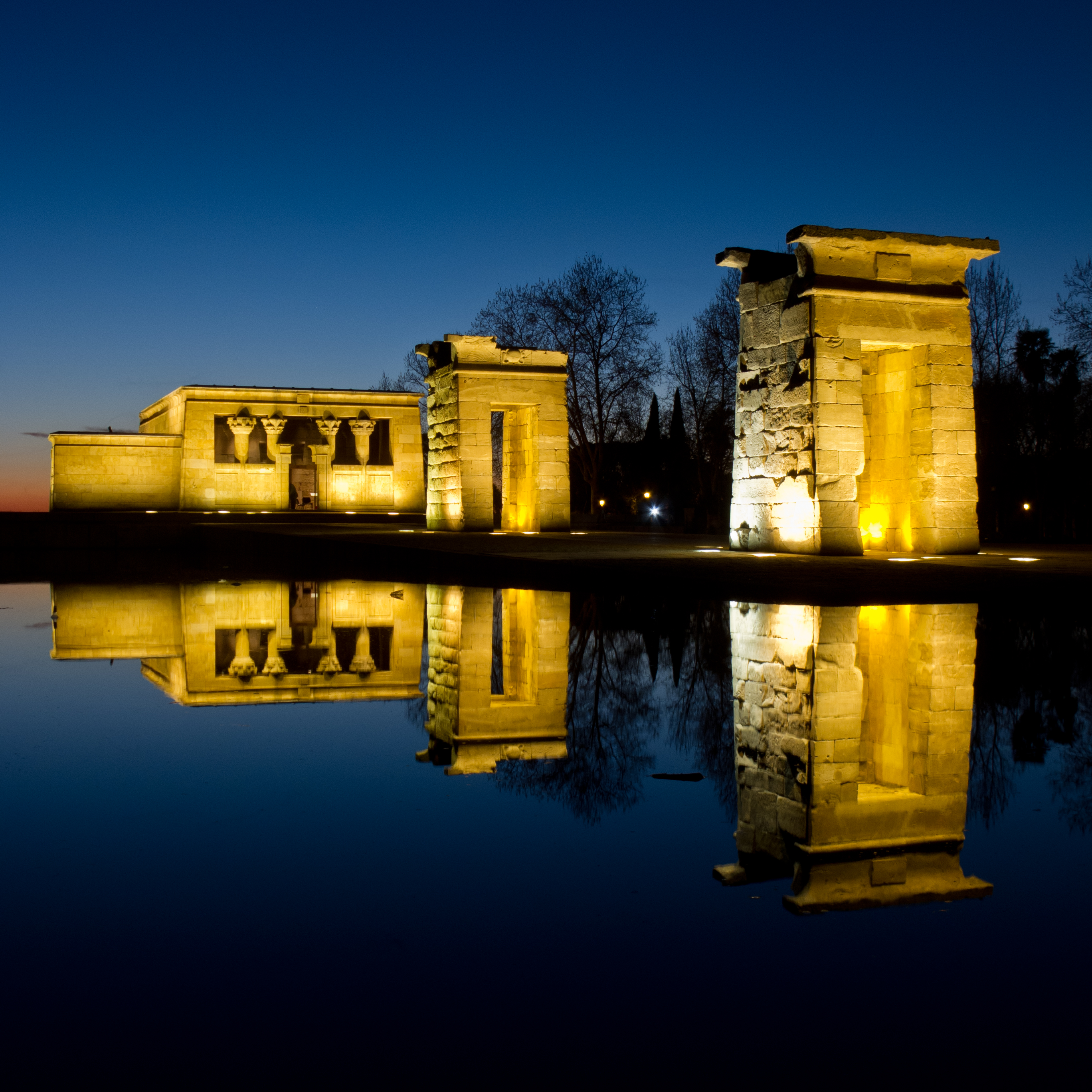
Вечером
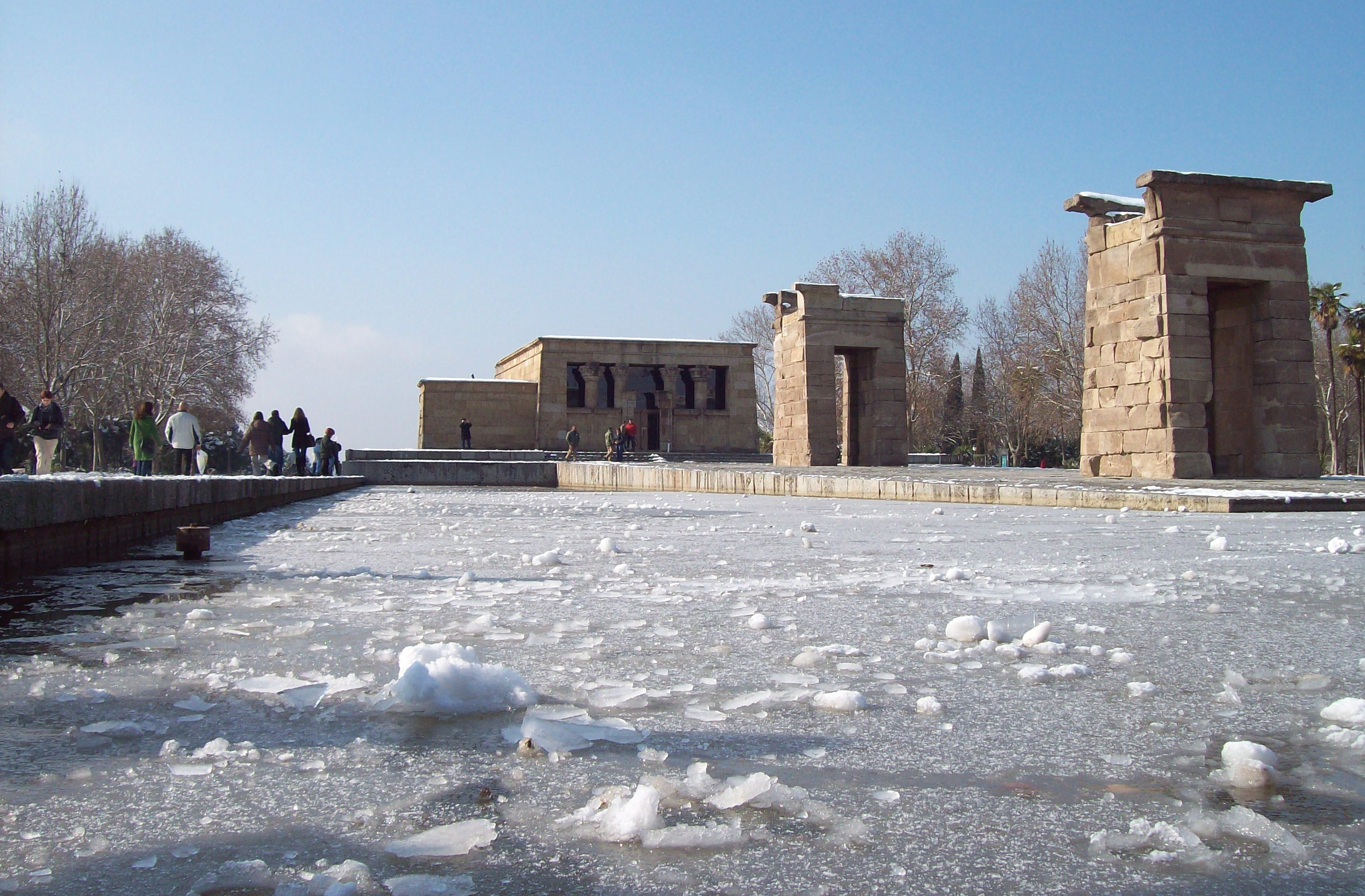
Зимой